# Základy

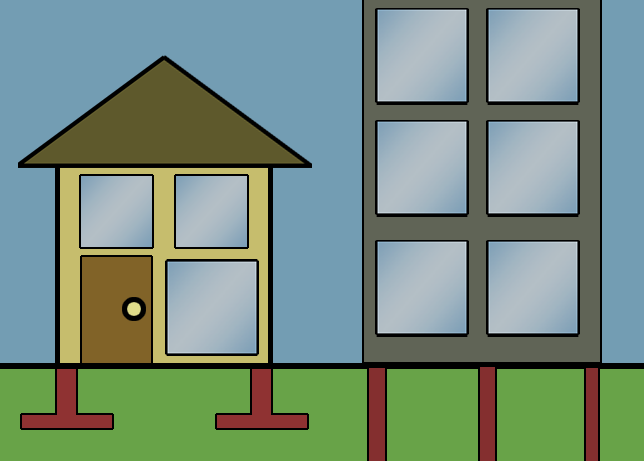
Různé stavby vyžadují různé druhy základů: u menších domů stačí aplikovat plošné základy, vyšší objekty často vyžadují založení hlubinné

Základ či základy jsou základní nosnou konstrukcí, která spojuje stavbu se zemí a přenáší do ní její váhu. Obecně se dělí na dva druhy: plošné (mělké), kdy se stavba zakladá na pásech a patkách, a na hlubinné, kdy stavba stojí na pilotech. Návrh základů vyžaduje aplikaci geotechnického inženýrství, tedy mechaniky zemin a mechaniky hornin. Jedná se o nejdůležitější součást stavby a její špatné či nekvalitní provedení může následně negativně ovlivnit celý objekt.
Technický obor zabývajícím se navrhováním a vytvářením základů se nazývá zakládání staveb. Důvodem zřizování základů je:
- Rozprostřít váhu stavby na určitou plochu tak, aby se předešlo přetížení podloží, což by mohlo způsobit nerovnoměrné sedání na terén.
- Chránit stavbu před klimatickými a živelnými vlivy jako například voda, námraza, vítr nebo zemětřesení.
- Zajištění rovného povrchu pro stavbu.
- Zakotvit stavbu v takové hloubce, která zajistí její stabilitu a minimalizuje její pohyby v rámci terénu.

Při demolici stavby může dojít k rozebrání základového zdiva a druhotnému zaplnění základové rýhy stavební sutí či kameny, čímž vznikne negativ základů. Ten je pak pro archeology zřetelně rozpoznatelný díky složení a charakteru odlišnému od okolní zeminy.

## Druhy

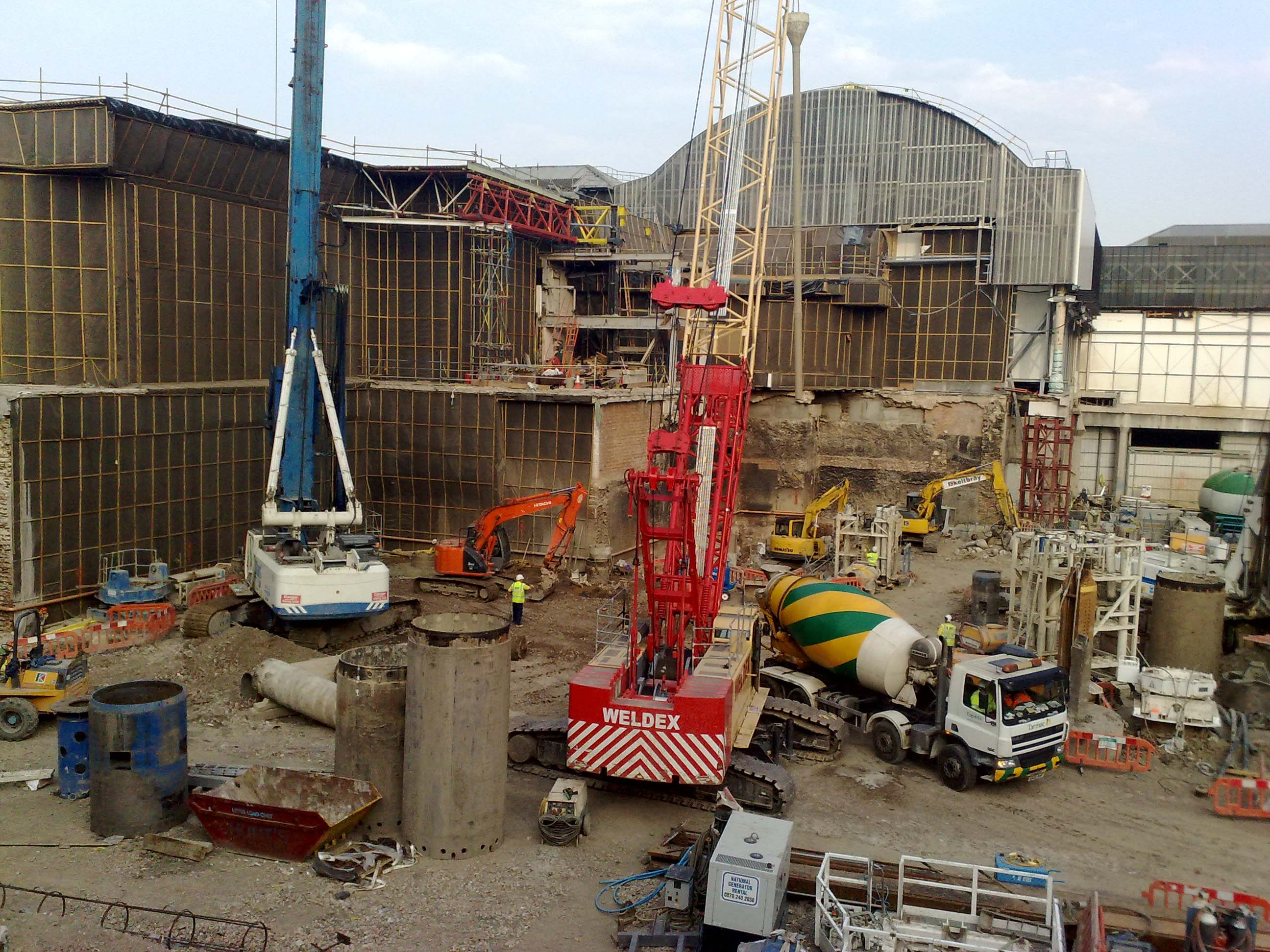
Hlubinné základy při budování londýnského mrakodrapu The Shard

Obecně se základy staveb dělí na dva druhy:
- plošné (mělké) – z betonu, železobetonu nebo z montovaných dílců
  - základové patky – používány u rodinných domů či tam, kde je hlavním prvkem konstrukce sloup či hranol. Používá se pouze v případu celistvého a pevného podloží.
  - základové pasy – pod nosnými a obvodovými stěnami. Při nižším zatížení se používají pasy prosté, při vyšším stupňovité.
  - základové rošty – pasy na sebe kolmé a na tuho spojené tvoří rošty
  - základové desky – používá se v případě těžších objektů, či pokud terén není celistvý a stabilní
- hlubinné – používají se u těžších staveb, v případě neúnosné půdy či v přítomnosti podzemní či povrchové vody
  - piloty[5]
    - samostatné
    - sdružené (vetknuté, opřené nebo plovoucí)

  - kesony
  - šachtové pilíře